# Hide Your Face
A Hide Your Face hide japán gitáros és énekes debütáló szólóalbuma, mely 1994. február 23-án jelent meg. A lemez 9. helyen végzett az Oricon slágerlistáján, év végéig több mint 400 000 példányban fogyott és ezzel platina minősítést szerzett.

## Háttér
Hide 1993-ban kezdett szólókarrieren gondolkodni. Először több énekest akart szerződtetni a lemezhez, mert nem volt biztos a saját énekhangjában, később azonban elkezdett leckéket venni Toshi énektanárától és végül maga énekelte fel a lemezt.
A lemezborítón látható H. R. Giger tervezte maszkot Screaming Mad George reprodukálta a fotózáshoz.
A lemezen a vokál és dalszerzés mellett a legtöbb gitár- és basszusgitár szólamot is hide játszotta. Stílusában a lemez merőben különbözött az X Japan speed metalt keverő power metaljától, és az alternatív rock irányába mozdult el. A lemez megjelenését 13 állomásos, 70 000 embert vonzó turné követte márciusban, melyet májusban három újabb állomással egészítettek ki. A turnén élő zenekar kísérte, mely később a hide with Spread Beaver nevű projektjévé nőtte ki magát.
Az album nyitódala, a Psychommunity például négy gitárszólammal operál és egy teljes vonós szekciót felvonultat. A Blue Sky Complex című dalban drop C hangolást használt, trombitát és orgonát. Műfaji tekintetben is eltért az X Japanban megszokottól, jobbára alternatív rock és hard rock vonalon mozognak a dalai.

## Számlista
Az összes szám szerzője hide, kivéve 4 és 15, ahol a dalszöveget Mori Jukinodzsó írta; illetve 9, ahol a zenét a M*A*S*S szerezte.. 
| #   | Cím                              | Dalszöveg       | Zene    | Hossz |
| --- | -------------------------------- | --------------- | ------- | ----- |
| 1.  | Psychommunity                    |                 |         | 4:04  |
| 2.  | Dice                             |                 |         | 3:03  |
| 3.  | Scanner                          |                 |         | 3:23  |
| 4.  | Eyes Love You (T.T. Version)     | Mori Jukinodzsó | hide    | 5:57  |
| 5.  | D.O.D. (Drink Or Die)            |                 |         | 2:17  |
| 6.  | Crime of Breen St.               |                 |         | 1:17  |
| 7.  | Doubt (Remix Version)            |                 |         | 4:42  |
| 8.  | A Story                          |                 |         | 3:13  |
| 9.  | Frozen Bug '93 (Diggers Version) | hide            | M*A*S*S | 4:44  |
| 10. | T.T. Groove                      |                 |         | 0:31  |
| 11. | Blue Sky Complex                 |                 |         | 5:35  |
| 12. | Oblaat (Remix Version)           |                 |         | 4:47  |
| 13. | Tell Me                          |                 |         | 4:44  |
| 14. | Honey Blade                      |                 |         | 4:31  |
| 15. | 50% & 50% (Crystal Lake Version) | Mori Jukinodzsó | hide    | 5:33  |
| 16. | Psychommunity Exit               |                 |         | 19:57 |